# Vigna hosei
Vigna hosei är en ärtväxtart som först beskrevs av William Grant Craib, och fick sitt nu gällande namn av Cornelis Andries Backer. Vigna hosei ingår i släktet vignabönor, och familjen ärtväxter. Inga underarter finns listade i Catalogue of Life.